# Exhumación de Simón Bolívar

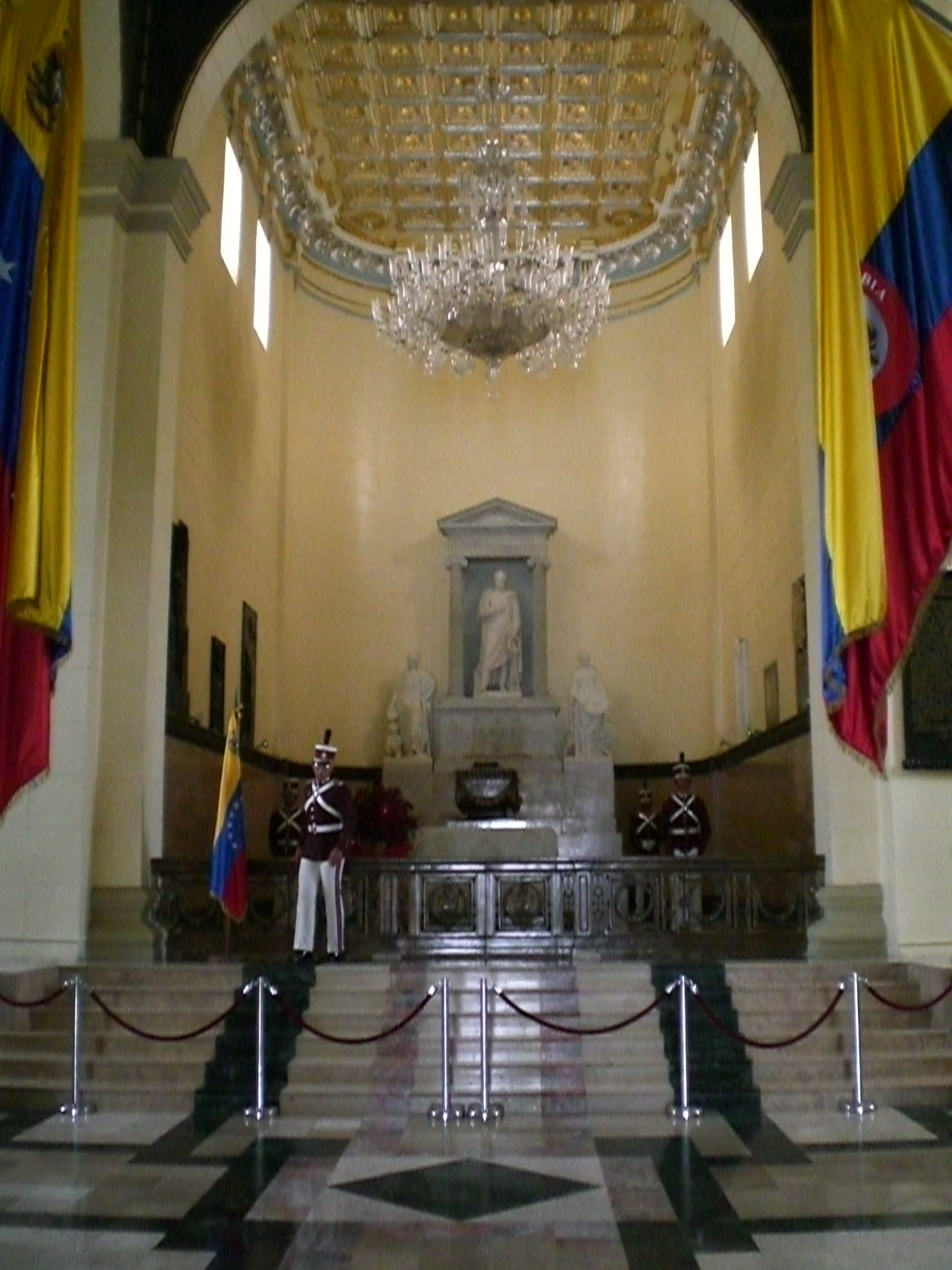
Tumba de Simón Bolívar en el Panteón Nacional de Venezuela.

La exhumación de Simón Bolívar, líder independentista de América Latina, fue ordenada por el presidente Hugo Chávez en 2008 y realizada en 2010. Chávez declaró que su objetivo era confirmar si la causa de su muerte fue la tuberculosis.

## Antecedentes
Los restos de Simón Bolívar ya habían sido exhumados anteriormente en 1842, cuando sus restos fueron trasladados de Colombia a Venezuela. Una vez exhumado el cuerpo se procedió a la identificación de éste, para lo cual se contó con un envejecido Alejandro Próspero Révérend, su médico de cabecera, quien identificó los restos del general gracias a las marcas de sierra y los puntos de sutura hechos por él mismo en el cráneo del cuerpo al momento de realizar la autopsia, también se contó con la presencia del dueño de la casa donde murió Bolívar, Joaquín de Mier, el general colombiano Joaquín Posada Gutiérrez, Manuel Ujeta y el doctor Luis José Serrano.
Una vez realizados los procedimientos para asegurar la conservación y embalaje de los restos se procedió a embarcarlo en la goleta Constitución, la cual junto a sus dos embarcaciones escolta dejaron en medio de salvas de cañón de Santa Marta el 21 de noviembre de 1842. A petición de los delegados de Nueva Granada, en el lugar del sepulcro sólo quedó el recipiente que contenía el corazón de Bolívar, guardado por el doctor Alejandro Próspero Révérend luego de realizar la autopsia. Actualmente este recipiente se encuentra desaparecido.

## Exhumación
El 28 de enero de 2008 el presidente Hugo Chávez dictó el Decreto 5834, creando una comisión científica, presidida por el genetista español José Antonio Lorente, con la misión central de exhumar los restos de Bolívar, establecer la identidad de los mismos y verificar si la tuberculosis fue efectivamente la causa de su muerte, y en caso negativo buscar indicios de la causa efectiva de su muerte, especialmente trazas de presencia de arsénico, que pudieran indicar un posible envenenamiento. Dos años después, el 16 de julio de 2010, fueron exhumados los restos atribuidos a Simón Bolívar que se encontraban en el Panteón Nacional de Venezuela ubicado en Caracas.
El 16 de julio de 2010, los restos mortales de Bolívar fueron exhumados por orden del gobierno de Chávez para su análisis y tratar de comprobar si en realidad murió por causas naturales o fue asesinado. También se realizaron pruebas de ADN. Asimismo, fue cambiada la urna de plomo por otra hecha de metacrilato sellada al vacío con detalles en oro y esta será colocada dentro de otra urna hecha de madera de cedrillo llanero, árbol maderero oriundo de Venezuela, con un escudo de oro. A partir del día 24 de julio de 2010, una nueva bandera de Venezuela, bordada por mujeres en siete zonas diferentes del país, cubre los restos mortales de Simón Bolívar.
El 25 de julio de 2011 el vicepresidente de Venezuela, Elías Jaua leyó por cadena nacional los resultados del informe preliminar de la Comisión Presidencial y varios de sus miembros expusieron públicamente tanto los resultados, como los métodos científicos y técnicos utilizados. De acuerdo a las declaraciones de los investigadores, los restos estudiados pertenecían a Bolívar y no padeció tuberculosis. Según estos estudios, Bolívar murió por envenenamiento crónico por arsénico, es decir por una exposición continuada a este veneno, o bien por histoplasmosis.
El 24 de julio de 2012, Chávez presentó, en una transmisión conjunta de televisión, una imagen del rostro de Bolívar reconstruida digitalmente a partir del estudio antropomórfico de su cráneo que se realizó tras la exhumación de sus restos en 2010 junto con un informe preliminar que no es concluyente acerca de la enfermedad que le llevó a la muerte.